# ローレン・シュラー・ドナー
ローレン・シュラー・ドナー（Lauren Shuler Donner、1949年6月23日 - ）は、アメリカ合衆国の映画プロデューサー。

## 経歴
オハイオ州クリーブランド生まれ。リチャード・ドナーと結婚し、ハリウッド・エレクトロニック・カメラ・ユニオンの最初の女性メンバーのひとりとしてエンターテインメント産業に入った。

## フィルモグラフィ
- Thank God It's Friday（1978年）アソシエイトプロデューサー
- Amateur Night at the Dixie Bar and Grill（1979年）テレビ映画
- ミスター・マム Mr. Mom（1983年）
- レディホーク Ladyhawke（1985年）
- セント・エルモス・ファイアー St. Elmo's Fire（1985年）
- プリティ・イン・ピンク/恋人たちの街角 Pretty in Pink（1986年）
- 3人の逃亡者 Three Fugitives（1989年）
- リーサル・ウェポン3 Lethal Weapon 3（1992年）
- ラジオ・フライヤー Radio Flyer（1992年）
- デーヴ Dave（1993年）
- フリー・ウィリー Free Willy（1993年）
- Free Willy（1994年）テレビシリーズ、エグゼクティブプロデューサー
- ブラッド・ピットのヒミツのお願い The Favor（1994年）
- マーヴェリック Maverick（1994年）
- フリー・ウィリー2 Free Willy 2: The Adventure Home（1995年）
- 暗殺者 Assassins（1995年）エグゼクティブプロデューサー
- ボルケーノ Volcano（1997年）エグゼクティブプロデューサー
- Free Willy 3: The Rescue（1997年）エグゼクティブプロデューサー
- Bulworth（1998年）エグゼクティブプロデューサー
- ユー・ガット・メール You've Got Mail（1998年）
- エニイ・ギブン・サンデー Any Given Sunday（1999年）
- X-メン X-Men（2000年）
- クールボーダー Out Cold（2001年）エグゼクティブプロデューサー
- ジャスト・マリッジ Just Married（2003年）エグゼクティブプロデューサー
- X-MEN2 X2（2003年）
- タイムライン Timeline（2003年）
- コンスタンティン Constantine（2005年）
- アメリカン・ピーチパイ She's the Man（2006年）
- X-MEN:ファイナル ディシジョン X-Men: The Last Stand（2006年）
- エアポート・アドベンチャー クリスマス大作戦 Unaccompanied Minors（2006年）
- Sam and George（2008年）
- 俺たちダンクシューター Semi-Pro（2008年）
- リリィ、はちみつ色の秘密 The Secret Life of Bees（2008年）
- ホテル・バディーズ　ワンちゃん救出大作戦 Hotel for Dogs（2009年）
- ウルヴァリン:X-MEN ZERO X-Men Origins: Wolverine（2009年）
- ダレン・シャン The Vampire's Assistant（2009年）
- X-MEN:ファースト・ジェネレーション X-Men: First Class（2011年）
- ウルヴァリン:SAMURAI The Wolverine（2013年）
- X-MEN:フューチャー&パスト X-Men: Days of Future Past（2014年）
- Deadpool Deadpool（2016年）
- レギオン Legion（2017年）（テレビドラマシリーズ）